# Rachel Ombeni
Rachel Ombeni, född 20 juni 2001, är en norsk friidrottare som främst tävlar i tresteg. Hon tävlar för IL Norna-Salhus.

## Karriär
I februari 2022 tog Ombeni silver i tresteg vid norska inomhusmästerskapen efter ett hopp på 12,40 meter. Senare samma månad förbättrade hon först sitt personbästa inomhus till 12,47 meter vid Nordenkampen och sedan till 12,61 meter vid belgiska inomhusmästerskapen. I juni 2022 tog Ombeni guld vid norska mästerskapen i Stjørdal efter ett hopp på 12,79 meter.
I februari 2023 tog Ombeni guld i tresteg vid norska inomhusmästerskapen i Bærum. I maj 2023 tog hon brons i tresteg och noterade ett nytt personbästa på 13,43 meter vid nordiska mästerskapen i Köpenhamn. I juli 2023 försvarade Ombeni sitt guld i tresteg vid norska mästerskapen i Jessheim.
I februari 2024 försvarade Ombeni sitt guld i tresteg vid norska inomhusmästerskapen i Steinkjer.

## Tävlingar

### Nationella
| - Norska friidrottsmästerskapen (utomhus): - 2020: Brons – Tresteg (12,28 meter, Bergen) - 2021: Silver – Tresteg (12,64 meter, Kristiansand) - 2022: Guld – Tresteg (12,79 meter, Stjørdal) - 2023: Guld – Tresteg (13,16 meter, Jessheim) | - Norska friidrottsmästerskapen (inomhus): - 2022: Silver – Tresteg (12,40 meter, Ulsteinvik) - 2023: Guld – Tresteg (13,28 meter, Bærum) - 2024: Guld – Tresteg (12,45 meter, Steinkjer) |

## Personliga rekord
- Tresteg – 13,43 m (Köpenhamn, 28 maj 2023)[9]